# 昌寧県 (河北省)
昌寧県（しょうねい-けん）は中華人民共和国河北省にかつて存在した県。現在の衡水市武邑県北東部に相当する。
596年（開皇16年）、隋朝により設置される。唐代の貞観初年に廃止された。